# El mar no cesa
El Mar No Cesa è il primo album studio degli Héroes del Silencio, gruppo rock spagnolo.

## Tracce

### LP Edition
1. Mar Adentro (The Sea Inside)
2. Hace Tiempo (Time Ago)
3. Fuente Esperanza (Hope Fountain)
4. No Más Lágrimas (No More Tears)
5. La Lluvia Gris (The Grey Rain)
6. Flor Venenosa (Poisonous Flower)
7. Agosto (August)
8. El Estanque (The Pond)
9. Héroe de Leyenda (Hero of Legend)
10. La Isla De Las Iguanas (The Isle of The Iguanas)
11. ...16

### CD Edition
1. Mar Adentro (The Sea Inside)
2. Hace Tiempo (Time Ago)
3. Fuente Esperanza (Hope Fountain)
4. No Más Lagrimas (No More Tears)
5. Olvidado (Forgotten)
6. La Lluvia Gris (The Grey Rain)
7. Flor Venenosa (Poisonous Flower)
8. Agosto (August)
9. El Estanque (The Pond)
10. La Visión de Vuestras Almas (The Vision of Thy Souls)
11. La Isla de Las Iguanas (The Isle of the Iguanas)
12. ...16
13. Héroe de Leyenda (Hero of Legend)